# Кретинга
Кре́тинга (лит. Kretingaⓘ, нім. Crottingen, також Krottingen, Krettingen) до 1915 офіційно Кретінген) — місто в північно-західній частині Литви в Клайпедському повіті, адміністративний центр самоврядування Кретинзького району.

## Етимологія

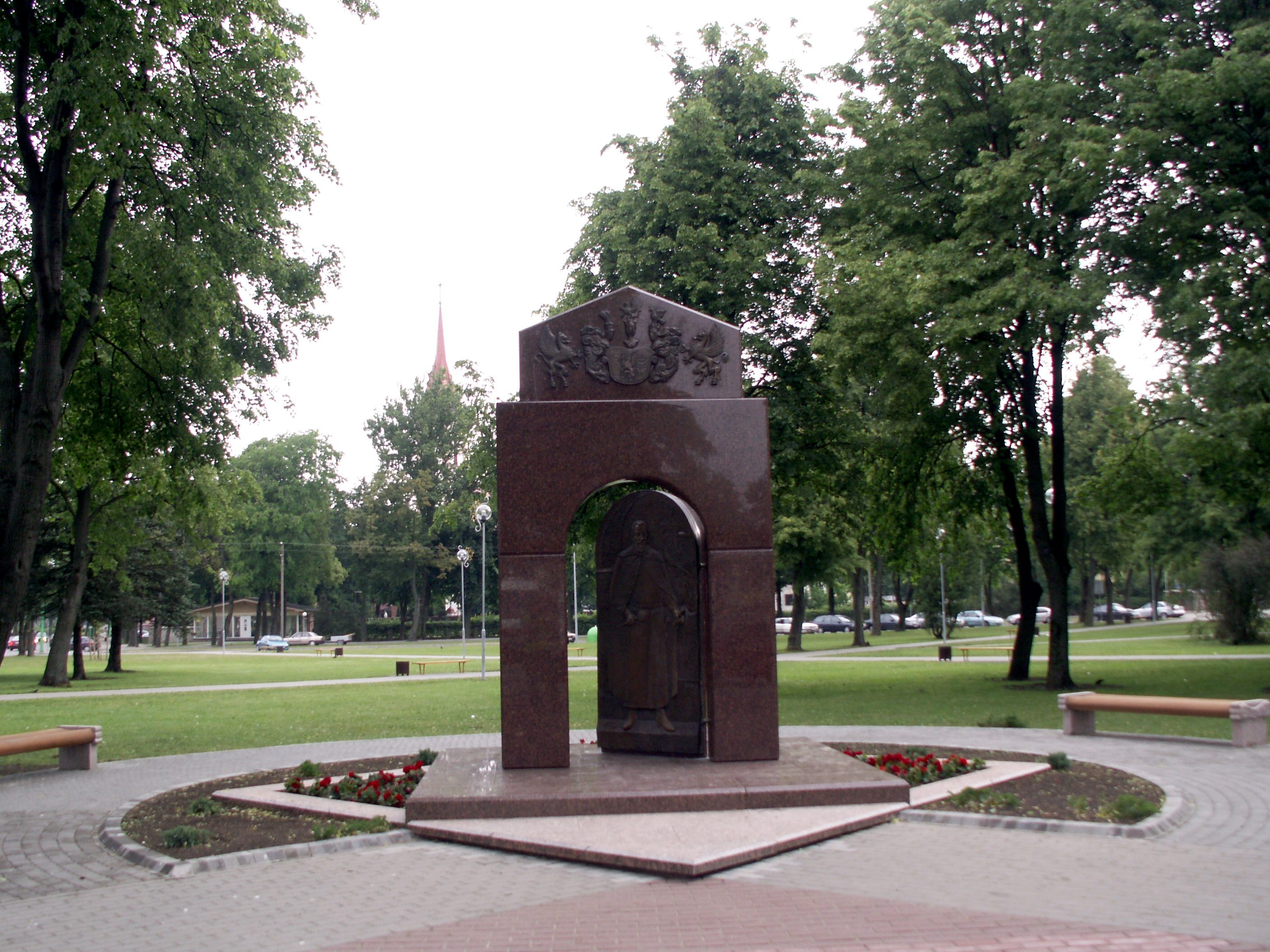
Пам'ятник засновнику Кретинги Яну-Каролю Ходкевичу

Казимир Буга та пізніші автори стверджували, що назва міста має корінь ``kret- і суфікс ``-inga (характерний для Куршських земель). Корінь "крет-" можна пов'язати зі словом "кретети" - "тремтіти". Таким чином, місцевість могла мати значення перевалу, болота, в місто можна було їздити лише по камінню.
Інший литовський лінгвіст Антанас Саліс, спираючись на форму назви міста, яка зустрічається в історичних творах без літери ``g (Cretyn, Creten, Kretine тощо), висуває гіпотезу, що першим варіантом назви було «Kretenė», що походить від особистого імені «Kretas» або «Kreta». Він пояснював це аналогіями історичного розвитку назв поселень з Палангою, Būtinge.
Критичні форми назви без літери «г» пишуть лише німці, а з 16 ст. майже виключно форми з літерою «г» зустрічаються у слов'ян. Це можна пояснити тим, що серед німців, які переселилися в Балтійські країни, переважав німецький саксонський діалект, в якому «g» і «j» переплуталися і замінили одна одну в XIV-XV століттях. Отже, форма Kretinga могла перетворитися на «Kretinje» або «Kretene». Суфікс «-ing-» чітко з'явився наприкінці 16 ст., коли сформувався кретинзький діалект.
Інше тлумачення назви дає легенда, яка говорить, що король готів Армон, який заснував Кретингу, прибувши у 4 столітті зі Скандинавії і побудувавши тут замок, походив із родини Грютингів — від назви цієї родини могла бути утворена назва міста.
1609 Гетьман ВКЛ і староста Жемайтії Ян-Кароль Ходкевич назвав місто на свою честь при наданні магдебурзького права, але назва 'Карольштадт' ((нім.) - "Місто Кароля») не прижилася.

## Географія
Кретинга розташована в низовині Паюріс. Річка Акмена протікає через Кретингу з півночі на південь, розділяючи місто на дві частини, які з'єднані 4-ма мостами. Центр міста відділений від північної частини потоком Пастауникос, який був перегороджений, внаслідок чого утворилися ставки. Тут протікають притоки Акмени Допультіс і Яврикла, є багато невеликих ставків. Більша частина міста розташована на східному березі Акмени. Тут знаходиться муніципалітет, міська площа, культурний центр району Кретинга. На північній околиці — палац садиби Тишкевичів (в ньому знаходиться музей Кретинги із зимовим садом і парком), районна лікарня, центр первинної медико-санітарної допомоги. На західному березі Акмени розташовані промислові підприємства, проходить залізниця Шяуляй — Клайпеда. Залізниця Кретинга–Скуодас з 2009 р. не використовується.
Південні райони міста — Баджорай і Пенкінінкай.

## Історія

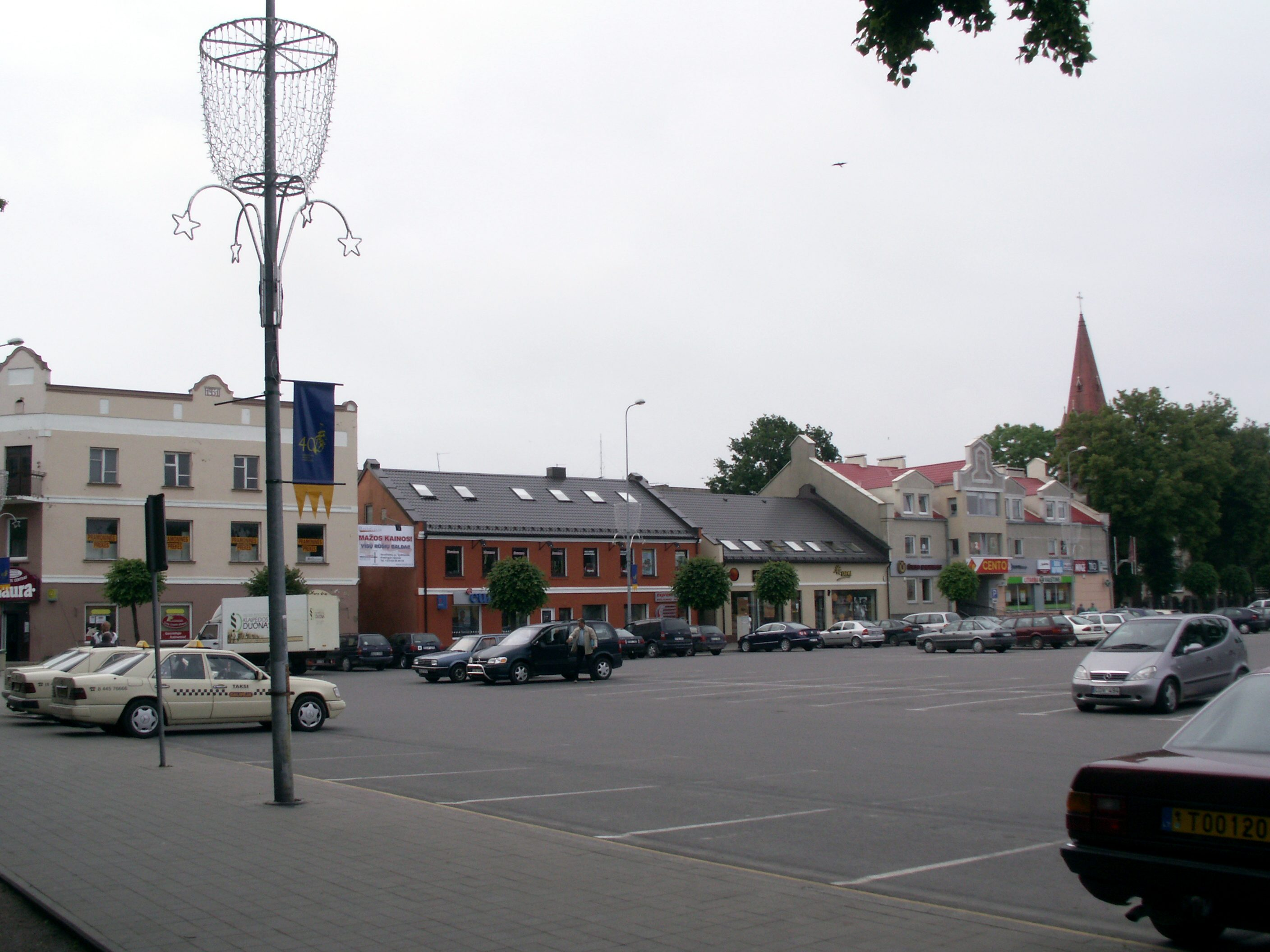

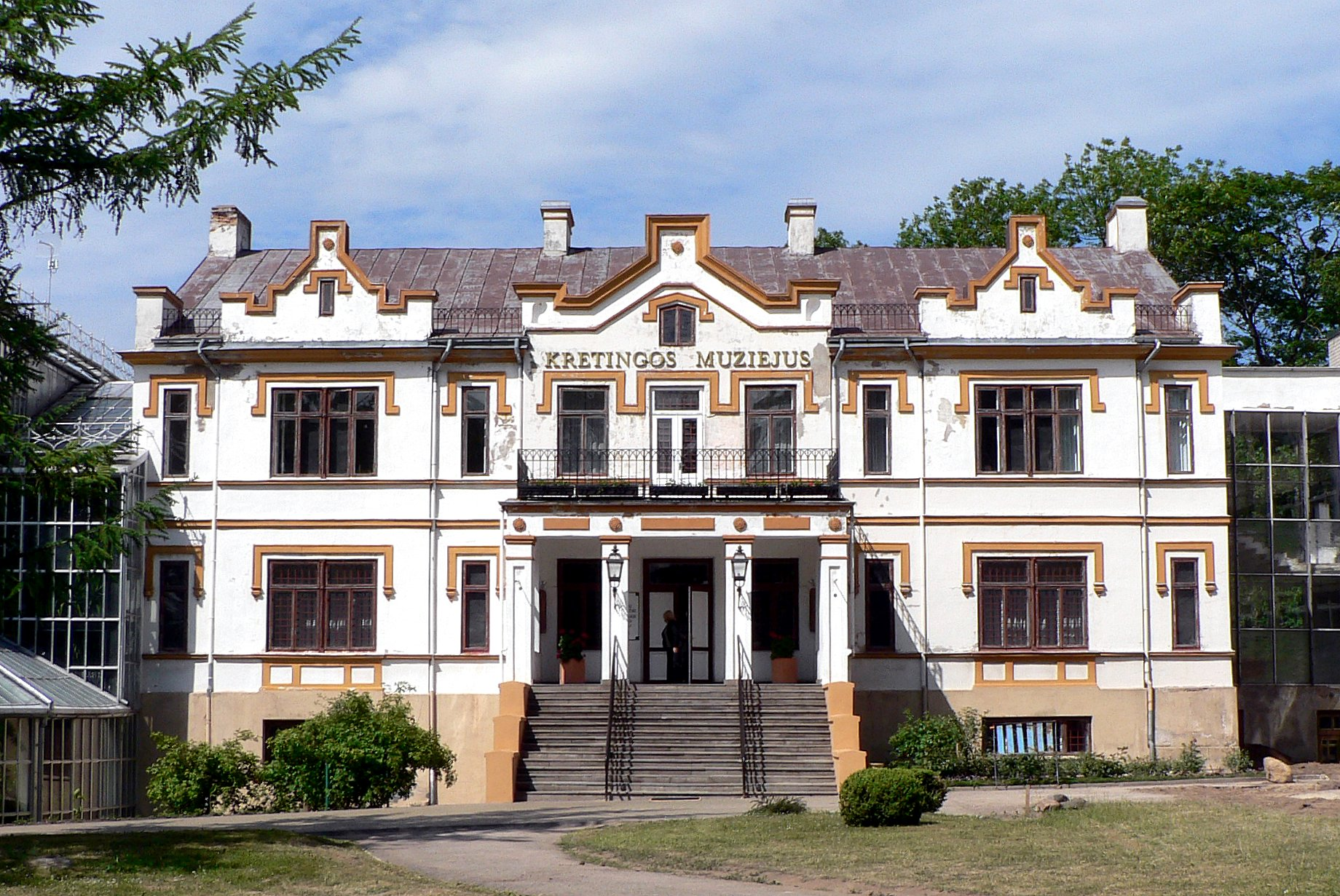
Міський музей в колишньому палаці Яна Ходкевича

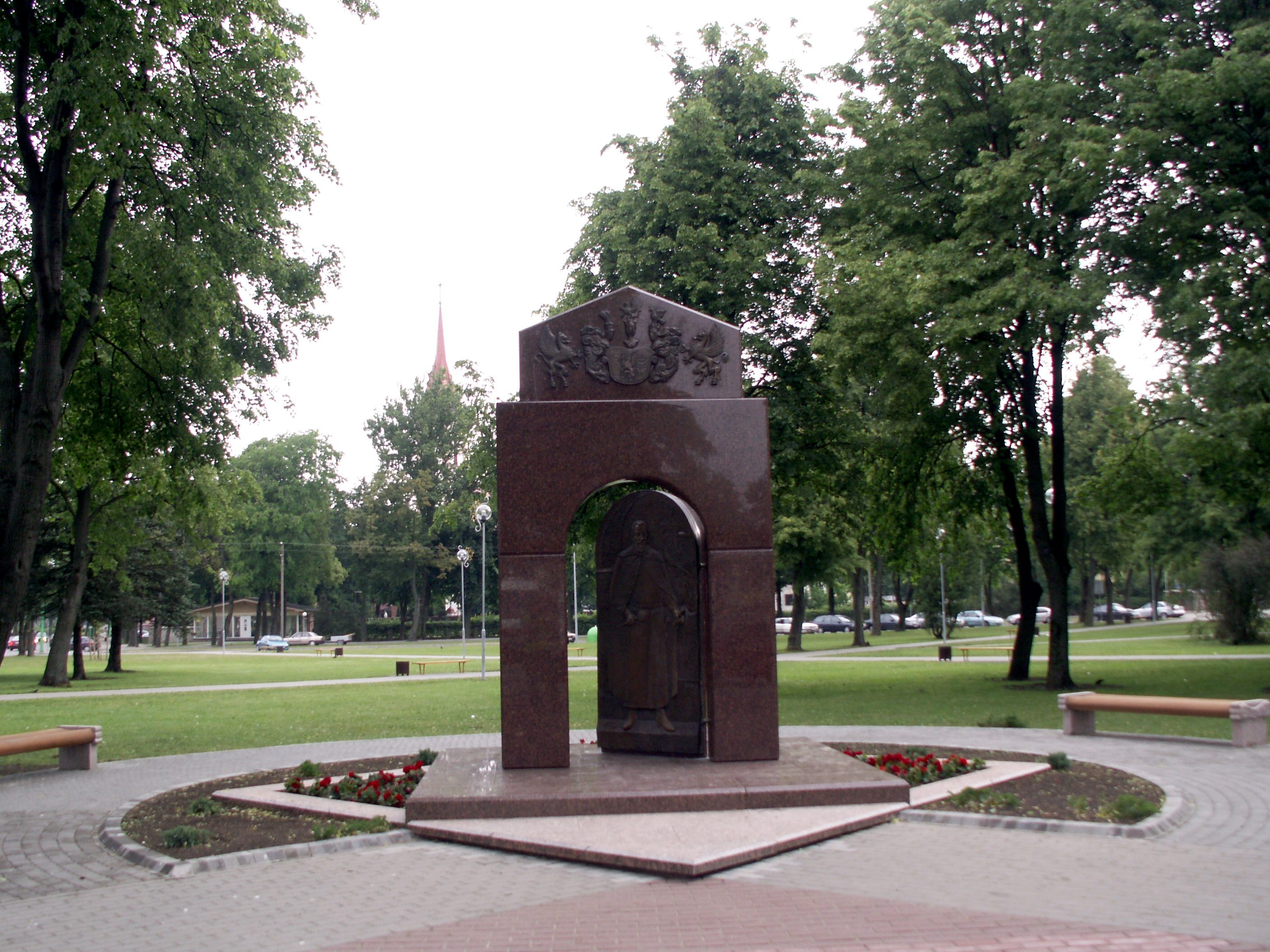
Пам'ятник Яну Каролю Ходкевичу

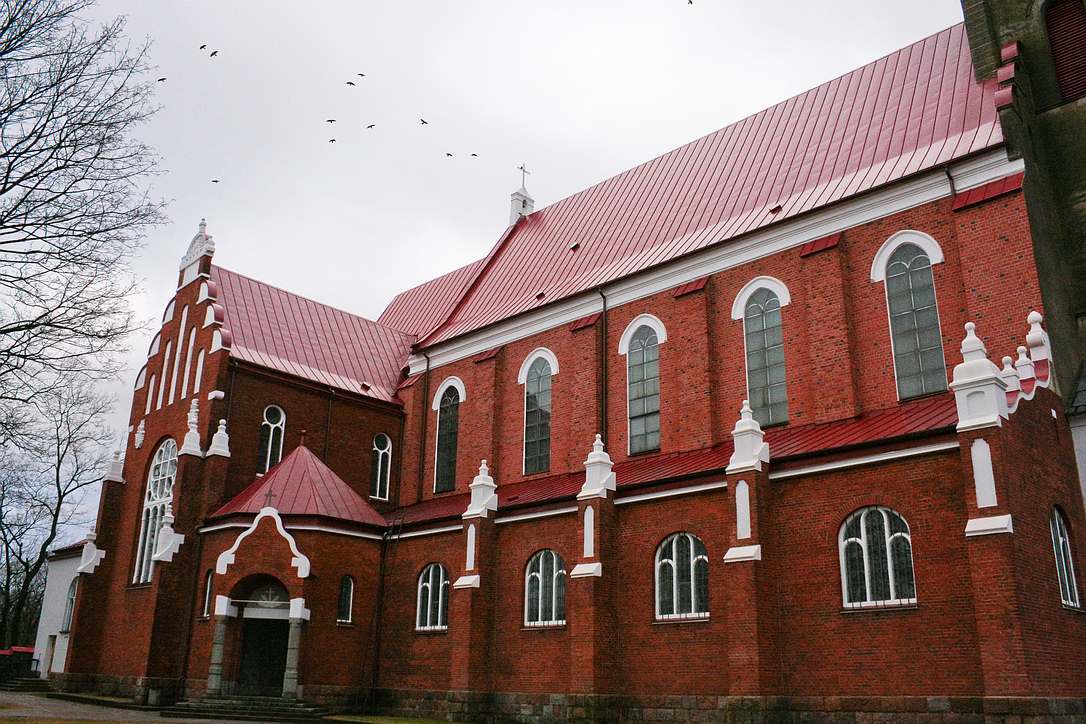
Церква Благовіщення Пресвятої Богородиці

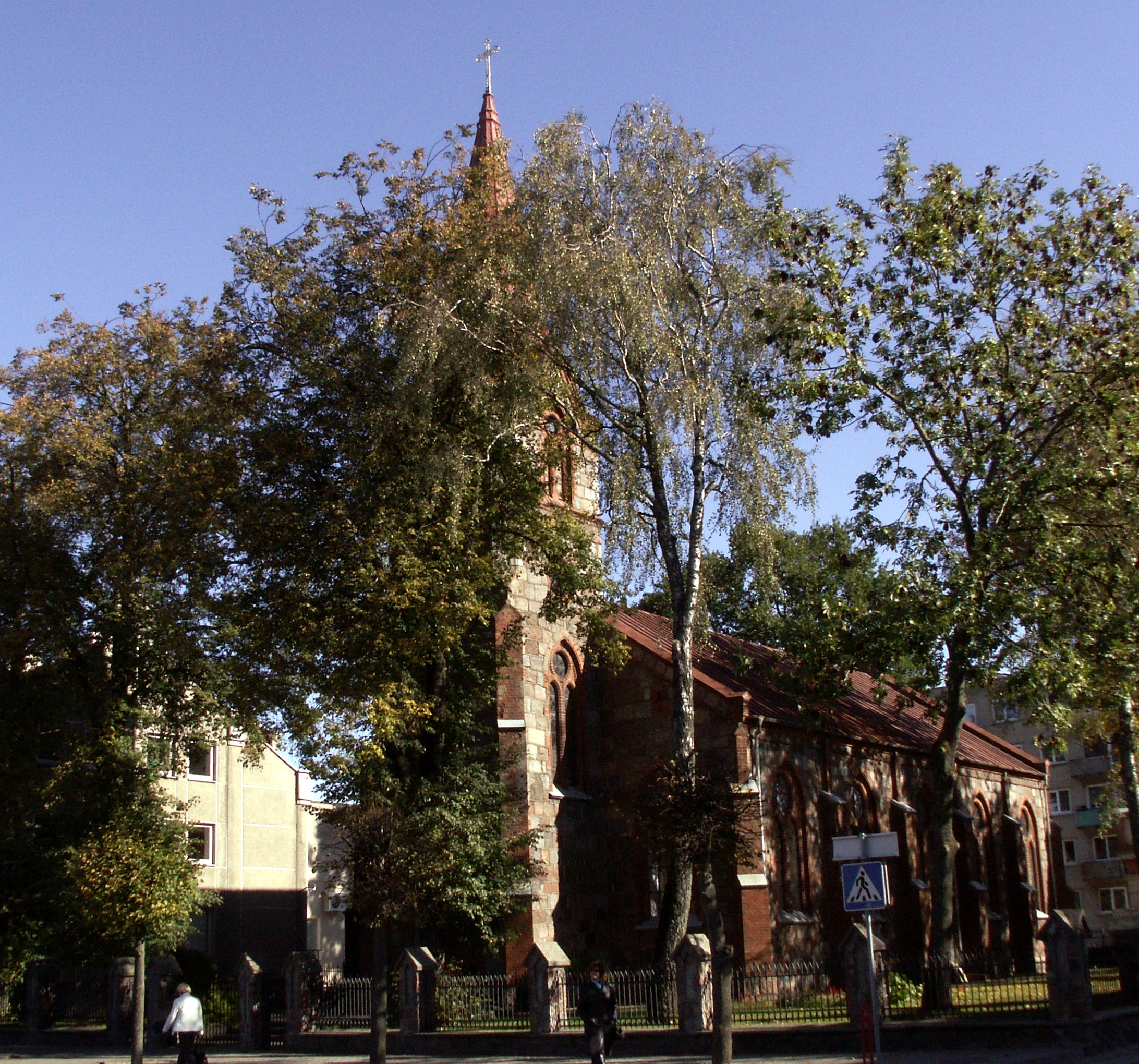
Євангелічно-лютеранська церква

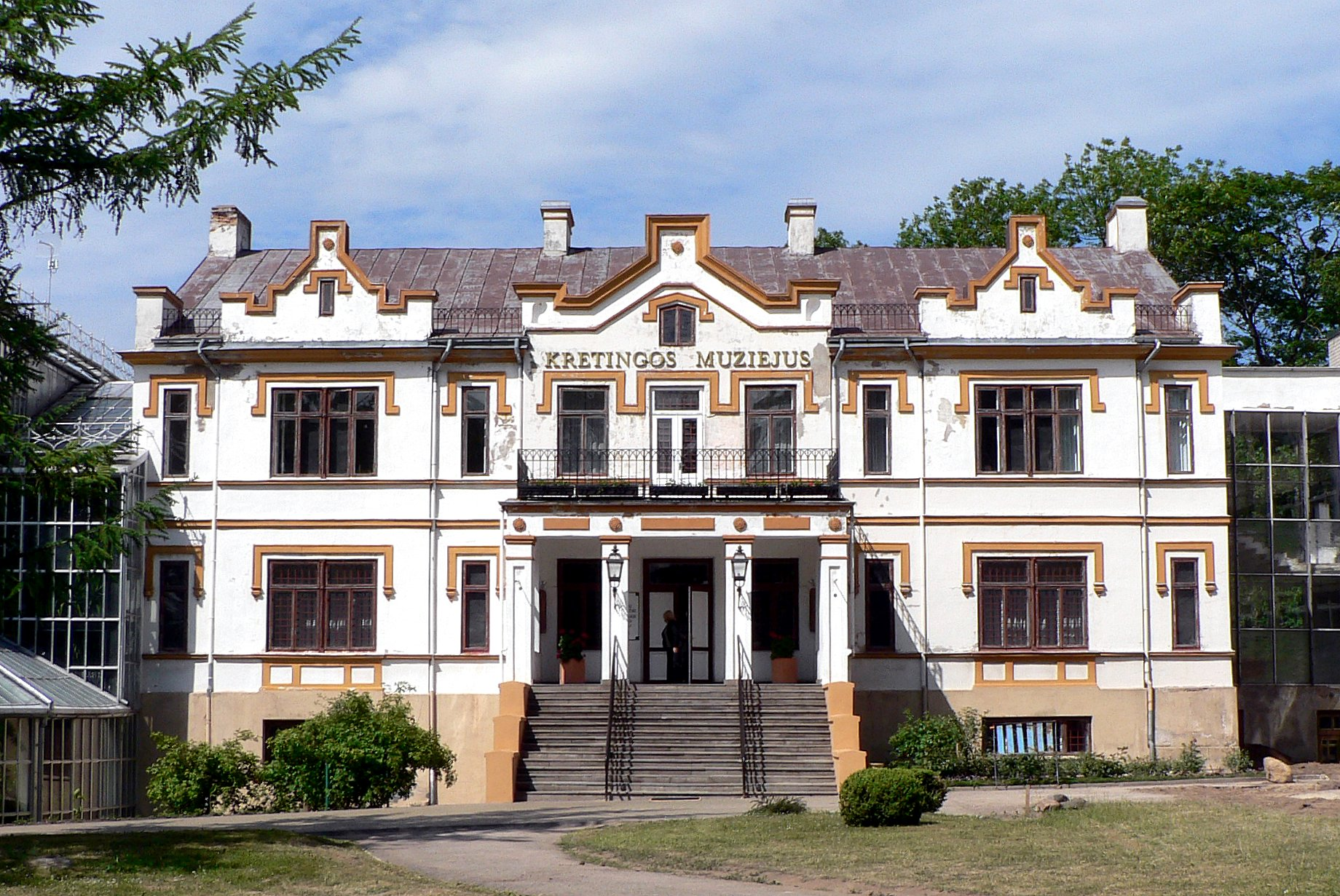
Кретінзька садиба (тепер музей)

Кретинга – одне з найстаріших відомих міст Литви. Вперше згадується у 1253 р. як замок «Кретин» у грамоті єпископа Курляндії Генріха.. З 1534 року село і маєток стали власністю великих князів литовських. З 1572 р. маєтком володіли графи Ходкевичі. Гетьман Великого князівства Литовського Ян Кароль Ходкевич заснував тут в 1603 році бернардинський монастир (кляштор), в 1610–1617 роках надав кошти для побудови костелу. На ці кошти була побудована нова мурована церква з вражаючим органом. У 1610 р. відкрито церковну школу. З 1621 р. власниками маєтку стали Сапєги. В 1652 році в місті була побудована дерев'яна церква.
У 1609 р. Ян-Кароль Ходкевич оголосив, що він заснує нове поселення поруч із старим селом і надасть новому містечку магдебурзьке право. Новий район прийняв герб із зображенням Пресвятої Діви Марії з Ісусом на руках. Покровителькою Кретинги залишається Пресвята Діва.
У 1621 р. родина Сапігів отримала контроль над містом; вона змінила його герб на зображення Святого Казимира. У 1659 і 1710 рр. костел і монастир були зруйновані шведськими військами. Відбудувати та покращити його допоміг рід Сапігів.
У 1720 р. місто перейшло під юрисдикцію Масальських. Ігнацій Якуб Массальський відкрив підготовчу школу до університету у 1774 р. Місто втратило свої муніципальні права після Поділів Польщі.
Місто процвітало протягом 19 століття у складі Російської імперії. З 1806 р. власником маєтку був граф Платон Зубов, в 1875 р. продав маєток графу Вінценту Тишкевичу. Він придбав і перебудував старий палац, заснувавши у Кретинзі свій родинний маєток. Дотримуючись моди вікторіанської епохи, родина розкішно озеленила його та побудувала оранжерею з екзотичними квітучими рослинами та тропічними фруктами. У 1890 році в садибі провели електрику.
У 1882 р. перша телефонна лінія в Литві з'єднала Кретингу з Плунге і Ретавасом. 

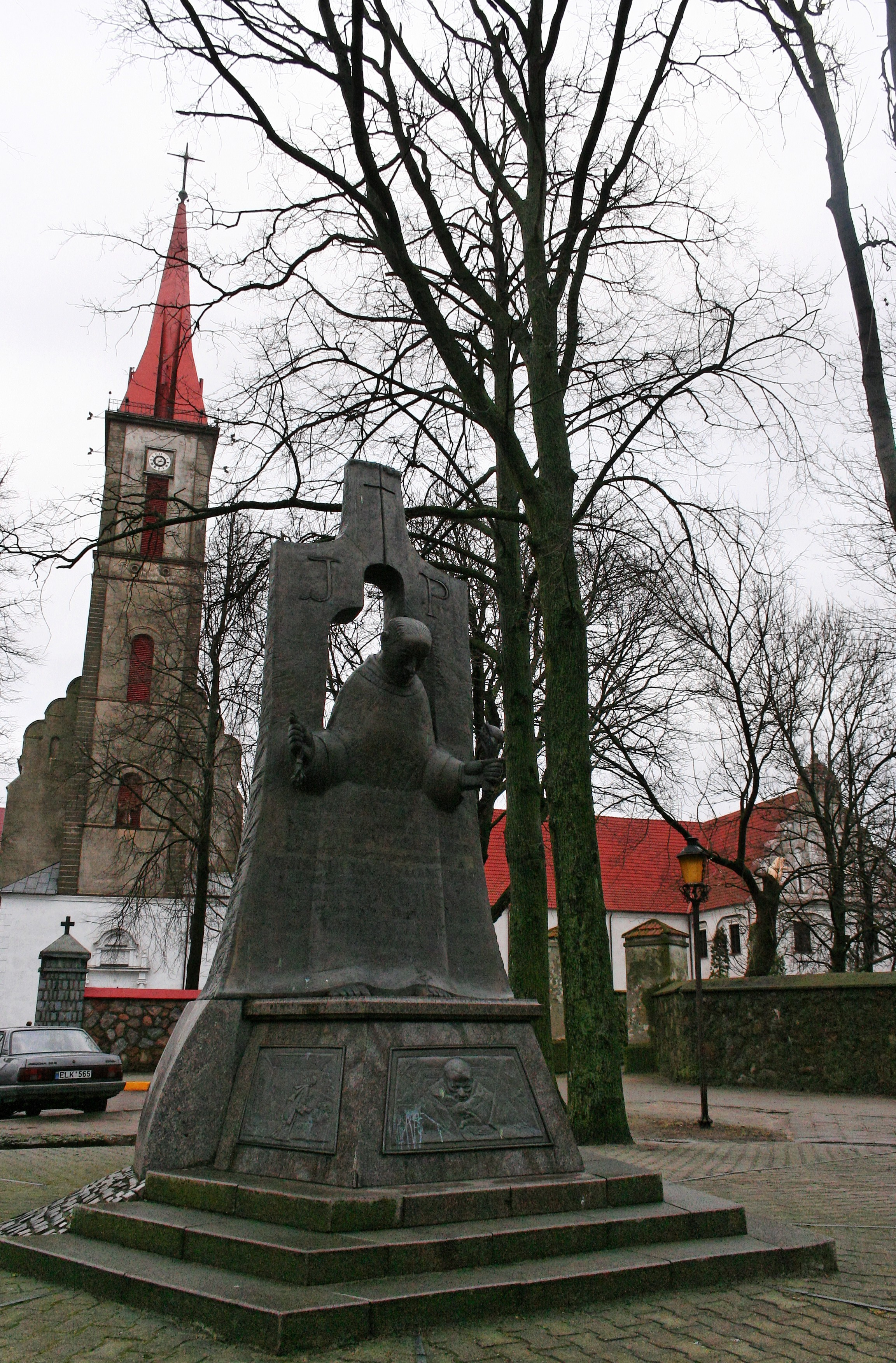
Церква і монастир у Кретинзі

Під час Першої світової війни німці побудували залізничну лінію, що сполучала Баджорай, Кретингу та латвійське місто Прієкуле. У 1924 р. Кретинга відновила свої муніципальні права. У міжвоєнний період до складу району було включене село Кретінцодіс, що на іншому березі річки Акмена. Кретинга набула більшого значення після того, як у 1932 р. була побудована інша залізнична лінія, яка з’єднала її з Шяуляєм.
Під час першої совєцької окупації, відповідно до Пакту Молотова — Ріббентропа, панування терору призвело до того, що місцевих жителів заарештовували, а в деяких випадках страчували без суду або депортували до Сибіру. Місцевий адвокат, Владас Петронайтіс, був заарештований і зрештою закатований до смерті совєцькою розвідкою.
Совєцька окупація в 1945 р. призвела до подальшого скорочення населення, оскільки біженці втекли на захід, і багато з тих, хто потрапив у пастку, були депортовані до Сибіру.
Місцева економіка стагнувала під совєцькою окупацією, яка примусово колективізувала ферми в цьому районі.
Після здобуття Литвою незалежності в 1990 р. місто відновилося. Кретинга може багато чого запропонувати в історії та мистецтві. У Кретинзі проводяться фестивалі народної музики, театральні вистави, фестиваль Кретинга, святкування напередодні літньої ночі (День святого Йона або Joninės) і Марді Гра (Užgavėnės). Кретинзька садиба тепер є музеєм, у якому розміщені мистецькі та археологічні колекції, а також у сусідній оранжереї — ресторан під назвою «Зимовий сад». Кембрійський геотермальний резервуар лежить під територією міста, а поблизу будується Видмантайська електростанція, яка використовуватиме цей ресурс.
Кретинзька гімназія Юргіса Пабреза була заснована в 1980 р.

## Архітектура

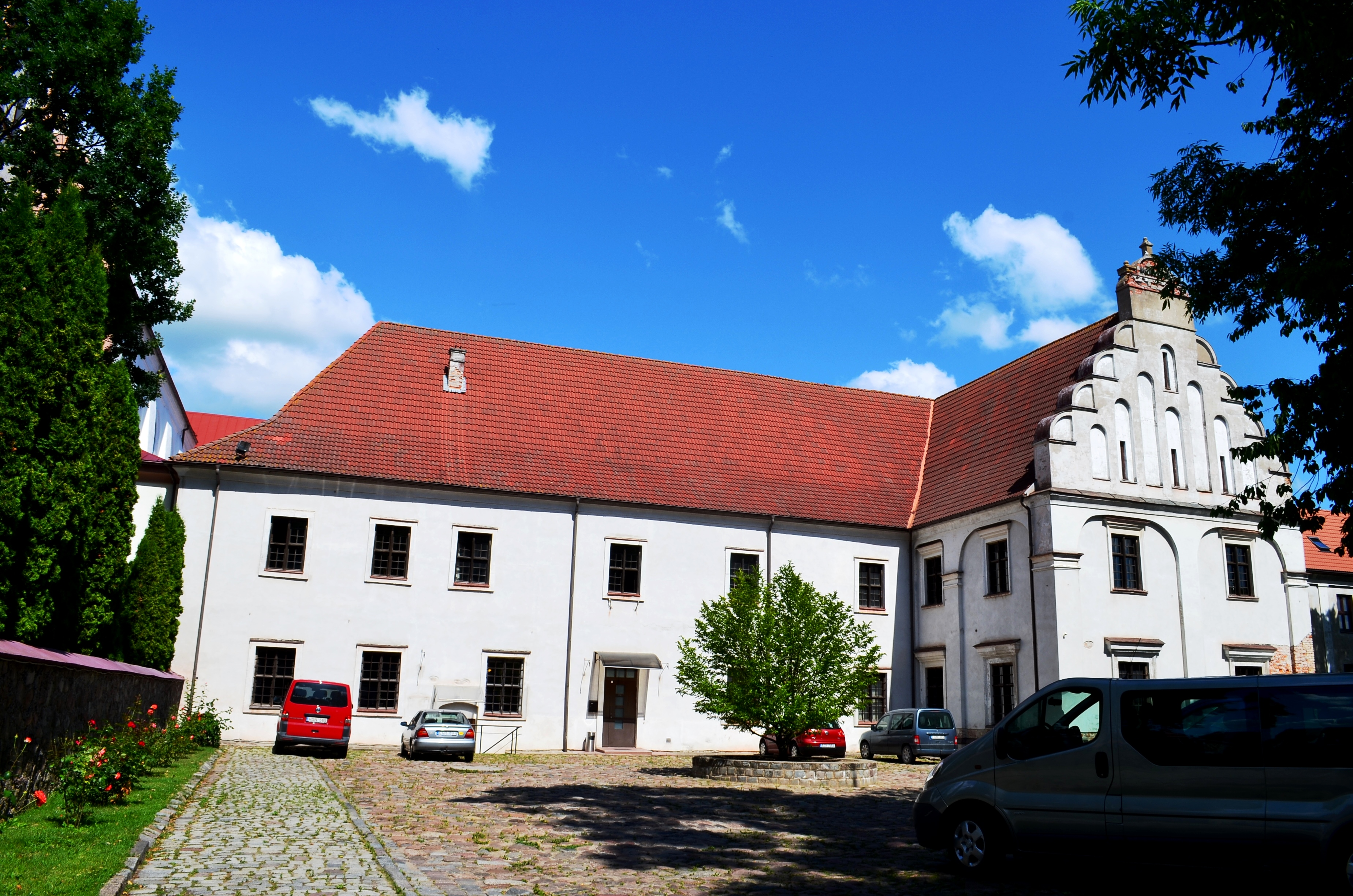
Бернардинський монастир

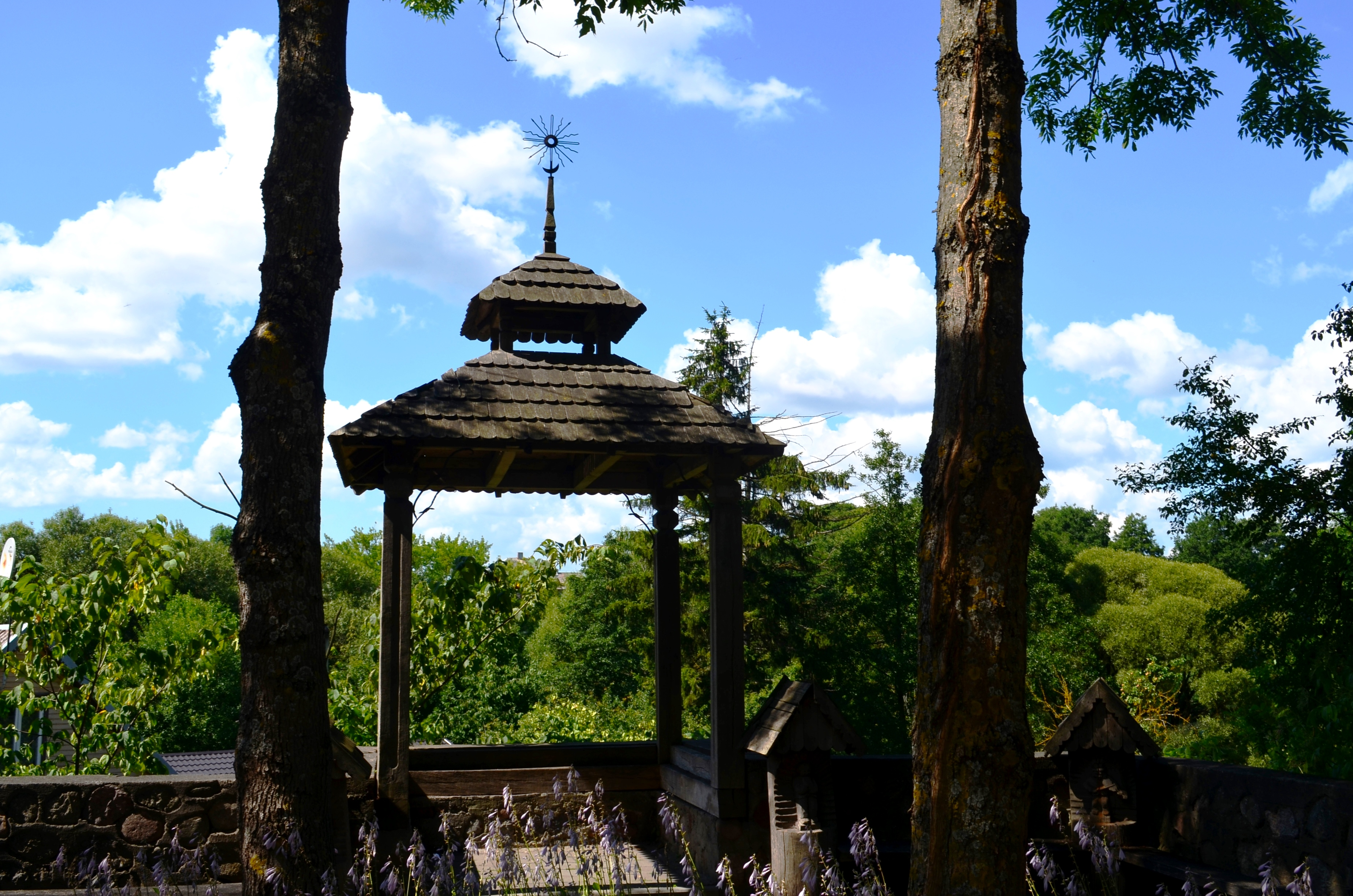
Дерев'яна каплиця

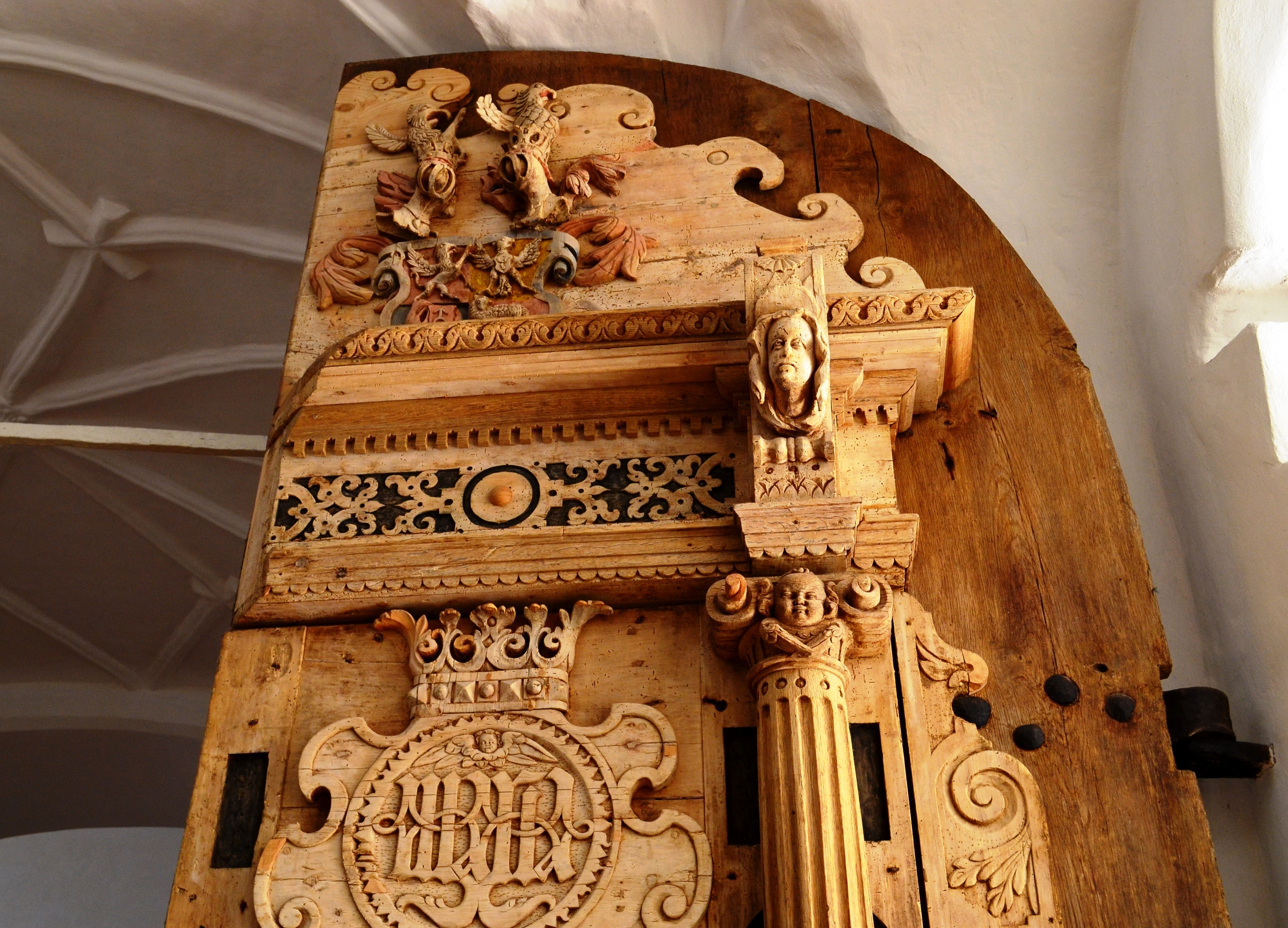
Фрагмент дверей Кретинзької церкви

Стара територія міста Кретинга (31,3 га) є пам'яткою археології та містобудування. Центральна частина міста має прямокутний план, спланований у 1607 під час реформи. Найвідоміші будівлі:
- Однобаштова тринавна базиліка (Св. Костел Діви Марії), побудована 1617, 1908 перебудована за проєктом польського архітектора С. Одрзівольського; має риси готики та ренесансу. В інтер’єрі костелу переважають риси ренесансу та бароко; особливо цінними є три саркофаги, двоє дерев’яних різьблених дверей (всі поч. 17 ст.), хори з портретами ченців, три вівтарі зі скульптурами, амвон з 11 скульптурами (всі 17 ст.), розписи. «Святе сімейство» та «Св. Орнаменти Ona» (обидва XIX ст.).
- Ансамбль бернардинського (францисканського) монастиря (1610).
- З другої половини 18 ст. до початку XX ст. в садибі Кретинга зберігся палац з оранжереєю (з 1992 — Кретинзький музей). Інші житлові, виробничі будівлі: водяний млин, мурована пивоварня, збудована 1836 р., кузня другої половини 19 ст., господарські будівлі.
- Парк, заснований у 18 ст..
- Водяний млин, побудований у 1769.
- Водяний млин колишнього монастиря, 1822.
- Старе кладовище Кретингос.
  - Каплиця Св. Георгія.
  - Могильна каплиця Юргіоса Амброзієя Пабрези.
- Неоготична каплиця графів Тишкевичів на новому кладовищі, збудована 1893, ймовірно, архітектором Карлсом Едуардасом Страндманасом.
- Євангелічно-лютеранська церква Кретинги, перебудована 1897.
- Будівля Францисканської середньої школи в Кретинзі, побудована 1932.
- Будівля Кретинзького банку, архітектор Миколас Сонгайла, 1938.
- Православна Каплиця Св. Елевтерія [5].

- Пам'ятники:
  - пам’ятник на честь десятиліття Незалежності Литви, 1930, скульптор Робертас Антініс, знесений під час совєцької окупації, 1990 відновлено[6]
  - пам’ятник Юргісу Пабрезі, 1993, скульптор Альгірдас Босас, архітектор Саулюс Маномайтіс[7]
  - пам’ятник Яну-Каролю Ходкевичу, 2009, архітектор Адомас Скіезгелас[8]

## Освіта і культура

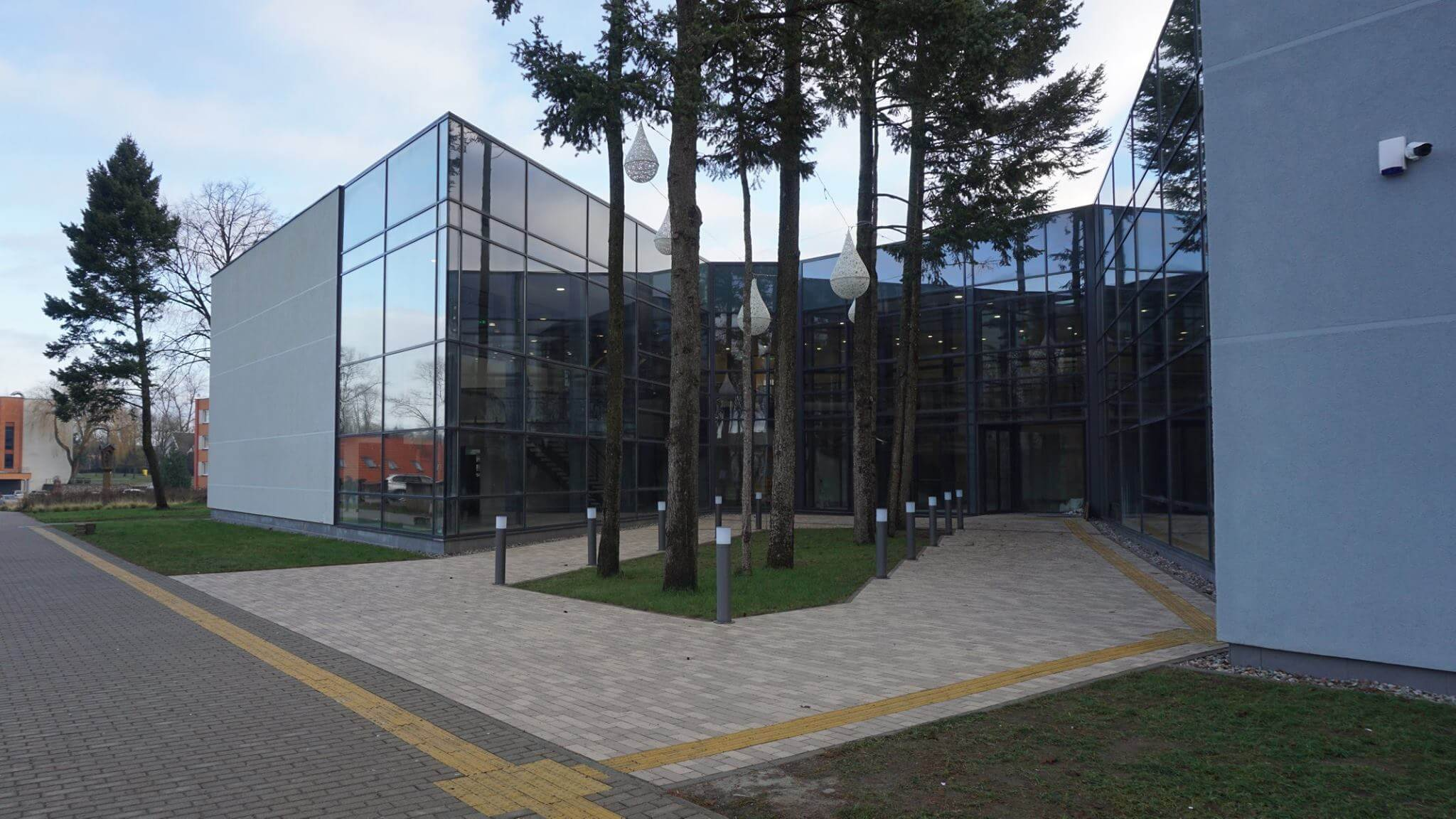
Публічна бібліотека Мотеяса Валанчюса

1774  заснована 6-класна школа. 1793 переїхала до Тельшяя; діяло двокласне (фактично чотирикласне) парафіяльне училище. З 1864 викладання російською, 1910 було відкрито державну початкову школу для дівчат. 1920–1932 діяла прогімназія. У 1940 була відкрита францисканська середня школа Кретинги, згодом —Кретинзька державна середня школа, з 1950 середня школа, з 1998 — знову Францисканська середня школа Кретинги.
Заклади освіти:
- Університетська гімназія Кретинги ім. Юргіса Пабрежі.
- Початкова школа «Kretinga Marijonas Daujotas».
- Середня школа Кретинги ім Симона Дауканта.
- Приватна францисканська середня школа Кретинги.
- Школа Марії Тишкевич в Кретинзі.
- Центр навчання дорослих та молоді Кретинги.
- Кретинзька школа технологій та бізнесу «Kretingsodis»
- Кретинзька школа мистецтв
- Кретинзька спортивна школа
- Дитячий освітній центр
- Культурний центр району Кретинга
- Публічна бібліотека ім. Мотієяса Валанчюса
- Музей Кретинги.

Школи-дитсадки:
- Ясла-садок "Казка"
- Ясла-садок "Ažuoliukas"
- Дитячий садок "Жільвітіс"
- Ясла-садок "Eglutė"
- Школа-садок "Жибутє"

У Кретинзі виходять газети «Pajūris novijenos» (з 1993), «Švyturys» (з 1944).

## Спорт
У 1971 році в місті відбулись зональні змагання серед сільських футбольних колективів на кубок «Золотий колос». Переможцем стала команда радгоспу «Дружба» із однойменного села (до перейменування та після відновлення Незалежності України — Трибухівці, Бучацький район), створена з гравців команди «Колос» (Бучач).

## Відомі люди
- Гінтарас Крапікас — литовський баскетболіст та тренер, уродженець міста.
- Сімонас Паулюс (* 1991) — литовський футболіст, півзахисник польського «Відзева» і національної збірної Литви.
- Антанас Вінкус (* 1942) — литовський державний діяч і дипломат.